# ZeroZeroZero
Production
Diffusion
ZeroZeroZero est une série télévisée dramatique policière italienne créée par Stefano Sollima, Leonardo Fasoli et Mauricio Katz pour Sky Atlantic, Canal+ et Prime Video. Elle s'inspire du roman du même nom de Roberto Saviano. La série met en vedette Andrea Riseborough, Dane DeHaan et Gabriel Byrne dans la famille Lynwood, contrôlant une compagnie maritime internationale qui agit comme courtier en cocaïne entre le crime organisé mexicain et italien. Les épisodes sont réalisés par Stefano Sollima, Janus Metz Pedersen et Pablo Trapero.
La première mondiale de ZeroZeroZero a eu lieu le 5 septembre 2019 à la Mostra de Venise, où les deux premiers épisodes ont été projetés hors compétition. La série est diffusée à la télévision le 14 février 2020 sur Sky Atlantic en Italie et le 9 mars 2020 sur Canal+. Dans certains pays, elle est disponible sur Prime Video.
Le titre de la série fait référence au langage criminel désignant de la cocaïne extra pure, mise sur le marché parallèle à la vente.

## Synopsis
Une importante cargaison de cocaïne part de Monterrey au Mexique pour l'Italie, plus particulièrement à Gioia Tauro en Calabre. Les vendeurs narcos sont les frères Enrique et Jacinto Leyra, qui sont aidés dans leurs activités criminelles par Manuel Contreras et son groupe de soldats corrompus ; l'acheteur est Don Minu La Piana, un patron de la 'Ndrangheta, dont la position est contestée par son petit-fils Stefano et la famille Curtiga ; les courtiers chargés de l'expédition sont les Lynwood, une famille américaine de La Nouvelle-Orléans possédant une prestigieuse compagnie maritime. Les luttes intestines au sein de la 'Ndrangheta entraînent un réacheminement de la cargaison vers l'Afrique, et le retard a des conséquences dramatiques pour toutes les parties intéressées.

## Distribution
La famille Lynwood et leurs associés
- Andrea Riseborough (VF : Hélène Bizot) : Emma Lynwood, fille aînée d'Edward Lynwood
- Dane DeHaan (VF : Julien Allouf) : Chris Lynwood, frère d'Emma
- Gabriel Byrne (VF : Marc Fayet) : Edward Lynwood, le père d'Emma et Chris et directeur d'une compagnie maritime
- Tchéky Karyo (VF : lui-même) : François Salvage, un capitaine de bateau travaillant pour les Lynwood
- Seydina Baldé : Omar Gamby, fixer d'Emma à Dakar
- Nabiha Akkari : Amina, la fille de Yasser, fixer d'Emma à Casablanca et partenaire de Chris

La 'Ndrangheta
- Giuseppe De Domenico : Stefano La Piana, membre de la 'Ndrangheta
- Adriano Chiaramida (VF : Michel Voletti) : Don Damiano « Minu » La Piana, un des chefs de la 'Ndrangheta et grand-père de Stefano
- Francesco Colella (VF : Arnaud Arbessier) : Italo Curtiga, un allié de Stefano La Piana
- Nika Perrone (VF : Olivia Nicosia) : Lucia, la femme de Stefano La Piana

Les narcotrafiquants mexicains
- Harold Torres : Manuel Contreras, un militaire mexicain travaillant secrètement pour les frères Leyra
- Noé Hernández (VF : Loïc Houdré) : Varas, un commandant de l'armée mexicaine
- Diego Cataño (VF : Erwan Zamor) : Chino, un soldat de l'armée mexicaine
- Norman Delgadillo : Diego, un soldat loyal de l'armée mexicaine
- Claudia Pineda (VF : Fabienne Rocaboy) : Chiquitita, la femme de Diego
- Érick Israel Consuelo : Moko, un soldat de l'armée mexicaine
- Jesús Lozano (VF : Romain Altché) : Gordo, un soldat de l'armée mexicaine
- José Salof : Indio, un soldat de l'armée mexicaine
- Flavio Medina : Jacinto Leyra, un narcotrafiquant mexicain
- Víctor Huggo Martin (VF : Olivier Peissel) : Enrique Leyra, un narcotrafiquant mexicain

 Source et légende : version française (VF) sur RS Doublage

## Épisodes
1. La Cargaison, réalisé par Stefano Sollima
2. Soutient mexicain, réalisé par Stefano Sollima
3. Le Miranda, réalisé par Janus Metz Pedersen
4. Escale forcée, réalisé par Janus Metz Pedersen
5. Otages, réalisé par Janus Metz Pedersen
6. Domination, réalisé par Pablo Trapero
7. Les liens du sang, réalisé par Pablo Trapero
8. Pacte de sang, réalisé par Pablo Trapero

## Production
Le tournage a lieu au Mexique, en Italie, au Sénégal, au Maroc ainsi qu'aux États-Unis,.